# Jafa (Garça)
Jafa é um distrito do município brasileiro de Garça, no interior do estado de São Paulo.

## História

### Origem
O povoado que deu origem ao distrito se desenvolveu ao redor da estação ferroviária Jafa, inaugurada pela Companhia Paulista de Estradas de Ferro em 30/12/1928.

### Formação administrativa
- Distrito criado pela Lei n° 2.456 de 30/12/1953, com sede no povoado de igual nome e com território desmembrado do distrito de Garça[4][5].
- Decreto nº 42.052 de 17/06/1963 - Dispõe sobre a criação da 1.ª subdelegacia de polícia do distrito de Jafa, no município de Garça[6].

## Geografia

### Demografia

#### População urbana
| Crescimento população urbana | Crescimento população urbana | Crescimento população urbana | Crescimento população urbana |
| Censo                        | Pop.                         |                              | %±                           |
| ---------------------------- | ---------------------------- | ---------------------------- | ---------------------------- |
| 1960                         | 694                          |                              | —                            |
| 1970                         | 674                          |                              | −2,9%                        |
| 1980                         | 724                          |                              | 7,4%                         |
| 1991                         | 1 050                        |                              | 45,0%                        |
| 2000                         | 947                          |                              | −9,8%                        |
| 2010                         | 910                          |                              | −3,9%                        |
| Fonte: IBGE e Fundação SEADE |                              |                              |                              |

#### População total
Pelo Censo 2010 (IBGE) a população total do distrito era de 2 118 habitantes.

### Área territorial
A área territorial do distrito é de 129,488 km².

### Rodovias
O distrito localiza-se às margens da Rodovia Comandante João Ribeiro de Barros (SP-294), entre as cidades de Garça e Vera Cruz.

### Ferrovias
Pátio Jafa (ZJF) da Linha Tronco Oeste (Companhia Paulista de Estradas de Ferro), estando a ferrovia atualmente desativada sob concessão da Rumo Malha Paulista.

## Serviços públicos

### Registro civil
Atualmente é feito no próprio distrito, pois o Cartório de Registro Civil das Pessoas Naturais ainda continua ativo.

### Educação
- E.E. Profa. Norma Mônico Truzzi.

### Saneamento
O serviço de abastecimento de água é feito pelo Serviço Autônomo de Água e Esgotos (SAAE). 

### Energia
A responsável pelo abastecimento de energia elétrica é a CPFL Paulista, distribuidora do grupo CPFL Energia.

### Telecomunicações
O distrito era atendido pela Telecomunicações de São Paulo (TELESP) através da central telefônica de Garça. Em 1998 esta empresa foi vendida para a Telefônica, que em 2012 adotou a marca Vivo para suas operações.

## Religião

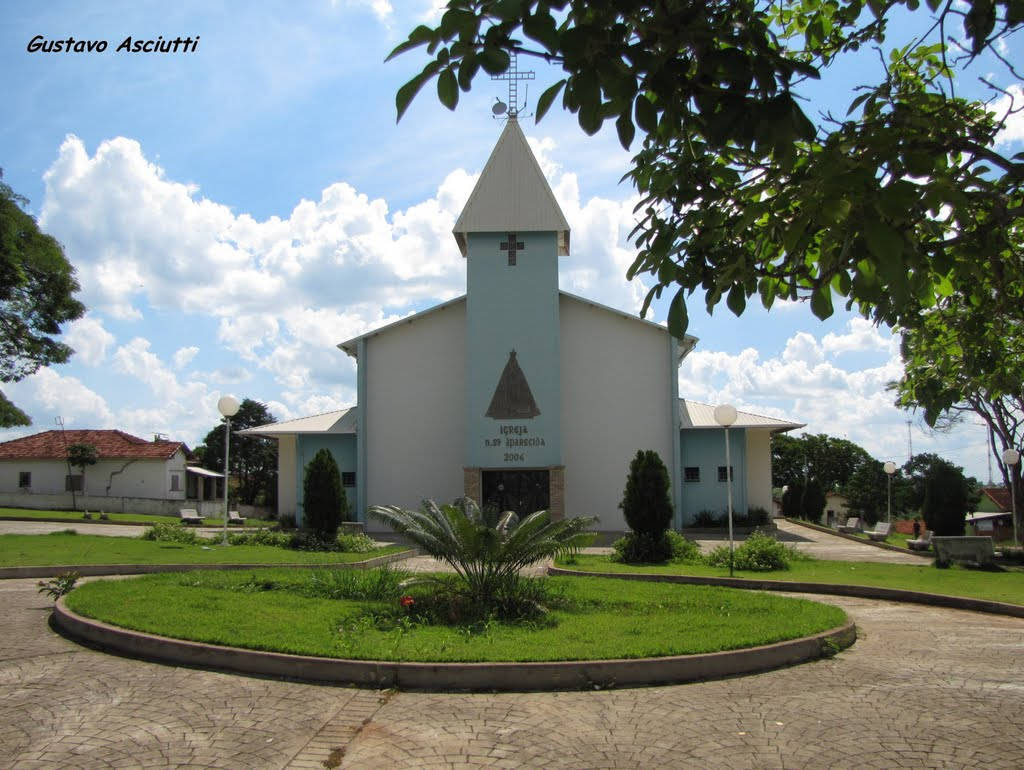
Igreja.

O Cristianismo se faz presente no distrito da seguinte forma:

### Igreja Católica
- A igreja faz parte da Diocese de Marília[18].

### Igrejas Evangélicas
- Assembleia de Deus - O distrito possui uma congregação da Assembleia de Deus Ministério do Belém, vinculada ao Campo de Marília. Por essa igreja, através de um início simples, mas sob a benção de Deus, a mensagem pentecostal chegou ao Brasil. Esta mensagem originada nos céus alcançou milhares de pessoas em todo o país, fazendo da Assembleia de Deus a maior igreja evangélica do Brasil[19][20].
- Congregação Cristã no Brasil[21].